# Embaràs no desitjat

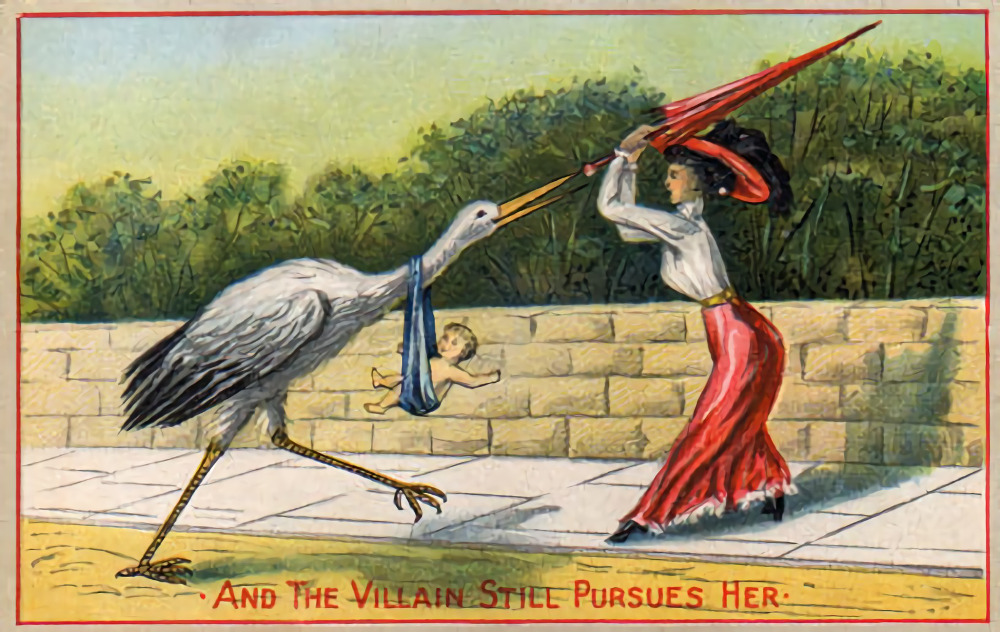
"I el vilà la contínua assetjant" - Postal de principis del segle XX on es parodia la preocupació de les dones de l'època pels embarassos no desitjats.

L'embaràs no desitjat (també anomenat  embaràs no previst, no volgut, no planejat, no planificat, inesperat, imprevist o inoportú ) és aquell que es produeix sense el desig i/o planificació prèvia i davant l'absència o la fallada de mètodes anticonceptius precoitals adequats i la inefectivitat o no administració de mètodes anticonceptius d'emergència posteriors al coit que previnguin un possible embaràs.
Davant d'un embaràs no desitjat i atenent els principis de salut reproductiva de l'OMS, es pot continuar amb la gestació i dur a terme l'embaràs o, si no va en contra dels principis morals propis i la legislació vigent del país o territori ho contempla, practicar una interrupció voluntària de l'embaràs o avortament induït, ja sigui mitjançant un avortament amb medicaments o avortament quirúrgic, depenent del període de gestació i sempre amb l'assistència santiaria adequada.
A tot el món, el 38% dels embarassos són no desitjats, uns 80 milions d'embarassos no desitjats cada any d'un total de 210 milions d'embarassos a tot el món.

## Prevenció mitjançant mètodes anticonceptius
El subministrament de mètodes anticonceptius als 201 milions de dones en risc d'embarassos no desitjats en els països en desenvolupament que no tenen accés a l'anticoncepció tindria un cost estimat en 2,3 mil milions d'euros per any. Aquesta despesa podria impedir uns 52 milions d'embarassos no desitjats a l'any, la reducció en 1,5 milions de morts per mortalitat materna i mortalitat infantil anuals, així com una reducció d'avortaments induïts en un 64%. La reducció de malalties relacionades amb l'embaràs podria suposar uns 27 milions d'anys de vida saludable amb l'estalvi d'uns 100 euros per any de vida saludable.

### Anticoncepció d'emergència
Amb el terme  anticoncepció d'emergència ,  anticoncepció postcoital  o  anticoncepció preimplantacional  es consideren diversos mètodes:
Dispositiu intrauterí
1. Dispositiu intrauterí , el DIU T de coure inserit després del coit i fins a cinc[6] o set dies després de la relació sexual sense protecció. Aquest mètode és eficaç en la prevenció de l'embaràs en un 99,9%.[4][7]

Píndoles anticonceptives d'emergència
1. Levonorgestrel , conegut també com a píndola anticonceptiva d'emergència (PAE) i comunament anomenada "píndola de l'endemà". La píndola anticonceptiva d'emergència té una eficàcia del 75% al ??89%.[4][7]
2. Acetat d'ulipristal , també conegut com a píndola dels cinc dies després[4]
3. Mifepristona , en petites dosis (de 25 mg a 50 mg), és considerada com anticonceptiu d'emergència per davant del levonorgestrel, tant en la seva eficàcia com en els menors efectes secundaris.[8]
4. Mètode de Yuzpe , combinacions d'estrògens i progestines, cada vegada menys usat davant l'aparició d'alternatives més eficaces i amb menors efectes secundaris com la píndola de l'endemà (levonorgestrel), l'acetat d'ulipristal i la mifepristona[4][9] El mètode de Yuzpe no és eficaç quan el procés d'implantació ja s'ha iniciat.

## Conseqüències dels embarassos no desitjats
Les conseqüències dels embarassos no desitjats, a més de psicològiques, socials i econòmiques són les següents:
- Avortament induït (avortament amb medicaments o avortament quirúrgic)
- Mortalitat materna
- Mortalitat infantil
- Malaltia és derivades de l'embaràs i el part

### Avortaments
L'existència d'un altíssim nombre d'embarassos no desitjats en el món origina la pràctica del voltant de 42 milions d'avortaments induïts per any, i uns 34 milions de naixements no desitjats.

### Mortalitat materna
Entre l'any 1995 i l'any 2000 s'estima que hi va haver 338 milions d'embarassos que no van ser desitjats ni planificats en tot el món (el 28% del total d'embarassos d'un total de 1200000000 durant aquests 6 anys, una mitjana d'uns 56 milions d'embarassos no desitjats d'un total de 200 milions a l'any). Aquests embarassos no desitjats van provocar al voltant de 700.000 morts per mortalitat materna (aproximadament una cinquena part de la mortalitat materna durant aquest període).
Més d'un terç de les morts es van deure a problemes relacionats amb l'embaràs o el part, però la majoria (64%) van ser per complicacions fruit de la pràctica d'avortaments insegurs. La majoria de les morts van ocórrer en les regions menys desenvolupades del món, on no es disposa de planificació familiar i els serveis de salut reproductiva a penes existeixen.